# Possible Worlds - een symfonie
Possible Worlds – een symfonie is een compositie van de Fin Mikko Heiniö. Het heeft officieel geen aanduiding als symfonie nr. 1, doch er is geen ander werk te vinden met die aanduiding in zijn oeuvre.
De componist kreeg de opdracht voor dit werk van het Filharmonisch Orkest van Turku, dat haar zestigste verjaardag met het werk wilde vieren. Het werk heeft een lange uitleg gekregen van de componist. Hij deelde het werk zelf in het genre postmoderne muziek, waarin hij diverse muziekstromingen met elkaar combineerde. De componist deed dat vaker in bijvoorbeeld zijn pianoconcerten, die tegelijk lied (Gedurende de avond) en ballet (Hermes) waren. In dit werk combineert Heiniö de compositietechnieken uit de klassieke muziek van de 20e eeuw met het oudere begrip symfonie. Symfonie staat dan voor het samenspel en de eenheid die een symfonie vormt. Het werk heeft ook een vierdelige structuur, zoals de traditionele symfonie. Gedurende het schrijven van het werk, was Heiniö ook bezig met een uitgebreide verhandeling over postmoderne muziek in Finland; de componist schreef bij de inleiding dat deze twee zaken los van elkaar staan. Hij kan geen muziek schrijven als hij gelijktijdig ergens anders aan moet denken.
De titel Possible Worlds is afgeleid van het boek The semantics of possible worlds van de Finse filosoof Jaakko Kirtikka. Deze schreef daarin dat als de betekenis van een woord eenmaal is vastgesteld, het direct bij gebruik toch een andere betekenis kan krijgen. Dat is het gevolg van de omstandigheden (of zinnen) waarin het woord wordt gebruikt. Dit is door de componist vertaald naar het basismateriaal van deze symfonie; een tritonus en een notenreeks. Deze twee zaken worden gedurende de symfonie steeds in een ander daglicht gezet en veranderen daardoor steeds van "betekenis".

## Delen
1. Sei episodi intorna a un Notturno
2. Mobile e curioso
3. Pladicamente – Appassionato
4. Mobeli e sonoro

Het eerste deel bevat de sonatevorm maar in een gesplitst geheel. De zeven episoden bestaan uit een Energico, een Affettuoso, een Luminoso, vervolgens de nocturne en vervolgens wederom Energico etc. Deel twee is het klassiek scherzo en bevat allerlei verschillende elementen zoals een wals en ragtime, die steeds verder samengevoegd worden tot een climax, die direct overgaan in een generale pauze. Deel 3 brengt het beginthema terug in chaconne en laatromantische aanpassing. Deel 4 is een bewerking van het scherzo, zoals de titels ook al overeenkomsten vertonen.

## Orkestratie
- 3 dwarsfluiten, 3 hobo’s, 3 klarinetten, 3 fagotten;
- 4 hoorns, 3 trompetten, 3 trombones, 1 tuba
- pauken, percussie en piano
- violen, altviolen, celli en contrabassen.

## Versies
De eerste uitvoering werd gegeven in Turku, door het plaatselijk orkest onder leiding van Igor Bezrodnyi. In 1999 bewerkte de componist het tot balletmuziek voor het dansensemble ERI, dat vervolgens een nieuwe première gaf op 16 september 1999 door hetzelfde orkest, maar dan onder leiding van Hannu Lintu.

## Discografie
- Uitgave Finlandia Records: Filharmonisch Orkest van Turku onder leiding van Jacques Mercier

## Bron
- de compact disc van Finlandia Records
- FIMIC, Finse muziekorganisatie